# Трнава (река)
Трнава (чеш. Trnava) — река в Чехии (Южночешский край и Край Высочина), левобережный, крупнейший приток реки Желивки. Длина — 56,28 км, площадь водосборного бассейна 340,14 км².
Исток реки находится у деревни Бланичка, в 10 км от Пацова, на высоте 672,05 м (678 м) над уровнем моря. В верховьях река узкая и быстрая, русло каменистое.  В 1,5 км от устья река образует водохранилище Трнавка (вдхр. Желив) объёмом 6,7 млн м³, возведённое в 1977—1981 гг. Высота устья — 393,47 м над уровнем моря.
Среднегодовая норма осадков в районе Трнавы составляет 650—700 мм. Средний уклон реки составляет около 5 ‰. Средний расход воды около 2,06 м³/с, максимальный зарегистрированный — 54 м³/с (02/06/2013, ст. Червена-Ржечице).
Крупнейшим притоком является Кейтовски-Поток (правый) длиной в 22,14 км. Другими крупными притоками являются Новомлински-Поток, Барборка, Вочадло, Гутьски-Поток, Смрчински-Поток и Přední žlab (левые), а также Боржетицки-Поток (правый). Бассейн Трнавы включает в себя 480 водотоков